# 奏逢 〜Bank Bandのテーマ〜 (Studio Live Ver.)
『奏逢 〜Bank Bandのテーマ〜 (Studio Live Ver.)』（そうあい バンク・バンドのテーマ スタジオ・ライヴ・ヴァージョン）は、日本のバンド・Bank Bandの3作目の配信限定シングル。2009年7月15日にトイズファクトリーより発売された。

## 概要
Bank Bandとしては『はるまついぶき』以来約2年ぶりとなる配信限定シングルで、4作目となるオリジナル楽曲。野外音楽フェスティバル『ap bank fes '09』のリハーサル中に、スタジオライブという形でレコーディングが行なわれた。
本作の収益は、ap bank内に新たに作られた組織「明日（あす）ラボ」の活動資金に充てられる。

## 収録曲
1. 奏逢 〜Bank Bandのテーマ〜 (Studio Live Ver.) [5:30]
  - 作詞：櫻井和寿 / 作曲：小林武史・櫻井和寿 / 編曲：Bank Band / プロデュース：小林武史

小林のソロアルバム『WORKS I』に収録されているインストゥルメンタル曲「手紙」をモチーフに、小林と櫻井がメロディーを付け加えて制作された[4]。
小林は、5年目を迎える野外音楽フェスティバル『ap bank fes '09』と、先述の「明日（あす）ラボ」の活動資金のために新曲があった方が良いと考えていたため、同イベントのリハーサル中に歌詞の制作を櫻井に依頼。一方櫻井は前年にMr.Childrenでアルバム『SUPERMARKET FANTASY』を発売し、それに伴うツアー『Mr.Children Tour 2009 〜終末のコンフィデンスソングス〜』を行なった直後で、「空っぽの感じだったんで、自分の中から何かが生まれるという自信がまったくないし、新しいアイデアみたいなのもなかった」という[3]が、今回のBank Bandのリハーサルに影響を受け1日で歌詞を完成させた。櫻井は「Bank Bandの皆さんの音楽に対する真摯な向き合い方が、僕にこの歌詞を書かせてくれたのだと思う」[5]「リスナ－と会場にいる人、そしてBank Bandが想いを共有できるものにしたいなぁと思って作った」[6]と語っている。
テレビ西日本の番組『ゴリパラ見聞録』のエンディングテーマとして使用された。

## 参加ミュージシャン
- 櫻井和寿：Vocal & Guitar
- 小林武史：Keyboards
- 河村“カースケ”智康：Drums
- 亀田誠治：Bass
- 小倉博和：Guitar
- 山本拓夫：Saxophone & Flute
- 西村浩二：Trumpet & Flugelhorn
- 藤井珠緒：Percussion
- 四家卯大：Cello
- 沖祥子：Violin
- 田島朗子：Violin
- 菊地幹代：Viola
- 四家卯大ストリングス：Strings
- イシイモモコ：Chorus
- 登坂亮太：Chorus

## テレビ出演
| 番組名 | 日付          | 放送局  | 演奏曲                     |
| ------ | ------------- | ------- | -------------------------- |
| SONGS  | 2021年9月30日 | NHK総合 | 糸                         |
| SONGS  | 2021年9月30日 | NHK総合 | 奏逢 〜Bank Bandのテーマ〜 |
| SONGS  | 2021年9月30日 | NHK総合 | 東京協奏曲                 |
| SONGS  | 2021年9月30日 | NHK総合 | to U                       |

## ライブ映像作品
| 曲名                       | 作品名                         |
| -------------------------- | ------------------------------ |
| 奏逢 〜Bank Bandのテーマ〜 | ap bank fes '09                |
| 奏逢 〜Bank Bandのテーマ〜 | ap bank fes '10                |
| 奏逢 〜Bank Bandのテーマ〜 | ap bank fes '11 Fund for Japan |
| 奏逢 〜Bank Bandのテーマ〜 | ap bank fes '12 Fund for Japan |

## 収録アルバム
- 『沿志奏逢3』
- 『沿志奏逢4』